# Guerra Etíope-Adal
A Guerra Etíope-Adal, também conhecida como Guerra Abissínia-Adal e Futūḥ Al-Ḥabaša (em árabe: فتوح الحبش; romaniz.: Conquista da Abissínia), foi uma guerra travada entre o Império Etíope Cristão e o Sultanato Muçulmano de Adal de 1529 a 1543. As tropas cristãs etíopes eram constituídas pelos povos Amhara, Tigrínios, Tigrínias e Agaus e, no final da guerra, eram apoiadas pelo Império Português com nada menos que quatrocentos mosqueteiros.  As forças Adal eram compostas por Harlas / Hararis,  Somalis,  Afares, bem como por homens armados árabes e turcos otomanos. Ambos os lados veriam os mercenários maias juntarem-se às suas fileiras. :188

## Antecedentes
O Imame Ahmad ibn Ibrahim al-Ghazi foi um líder militar do Sultanato de Adal, no norte do Chifre da África. Entre 1529 e 1543, ele embarcou em uma campanha conhecida como Futuh Al-Habash, colocando três quartos da Abissínia cristã sob o controle do império muçulmano.  Com um exército composto por Afares, Hararis (Harlas) e Somalis,  as forças de al-Ghazi quase extinguiram o antigo reino etíope, massacrando qualquer etíope que se recusasse a converter-se ao Islã.  No espaço de catorze anos, o Imã conseguiu conquistar o coração do país, causando estragos na nação cristã.  Entretanto, os abissínios conseguiram garantir a assistência das tropas portuguesas de Cristóvão da Gama e mantiveram a autonomia de seu domínio. Ambas as potências esgotaram seus recursos e mão de obra no processo, resultando na contração dos dois poderes e alterando a dinâmica regional pelos séculos seguintes. Muitos historiadores atribuem a origem das relações hostis entre a Etiópia e a Somália a esta guerra.  Alguns estudiosos também argumentam que este conflito provou o valor, através do uso de ambos os lados, de armas de fogo como o mosquete de mecha, canhões e arcabuz em relação às armas tradicionais. 

## Curso da guerra
Em 1529, as tropas de Adal do Imame Ahmad derrotaram um contingente etíope maior na Batalha de Shimbra Kure. A cavalaria Harari foi fundamental nesta batalha, pois as tropas abissínias foram superadas. 
As vitórias que deram vantagem aos seguidores do Imam Ahmad ocorreram em 1531. A primeira foi a Batalha de Antukyah, onde os tiros de canhão no início deixaram os soldados etíopes em pânico. A segunda foi a Batalha de Amba Sel, onde tropas sob o comando do Imam não apenas derrotaram, mas dispersaram o exército etíope e capturaram itens da insígnia imperial. Essas vitórias permitiram que os adalitas entrassem nas terras altas da Etiópia, onde começaram a saquear e queimar inúmeras igrejas, incluindo Atronsa Maryam, onde os restos mortais de vários imperadores foram enterrados. 
Ele derrotou os exércitos de Agame e Tembien e marchou em direção a Axum para capturar a histórica cidade etíope e solidificar seu governo na Etiópia, ecoando a conquista de Constantinopla por Maomé II, mas os moradores de Tigray se reuniram para defender sua cidade sagrada. O Imam derrotou e matou um grande número deles, como Arab Faqīh afirma: "Nenhum deles conseguiu escapar. Eles os mataram nos fortes, nos vales e nos desfiladeiros. O chão estava tão densamente coberto com seus cadáveres, que era impossível andar naquele lugar por causa dos corpos mortos." Ele estima que mais de 10.000 cristãos foram mortos. O Imame chegou a Axum e sitiou a cidade no cerco de Axum, onde destruiu a Igreja de Nossa Senhora Maria de Sião. Durante a invasão da região de Tigray, Ahmad ibn Ibrahim al-Ghazi visitou o túmulo de Najashi em Negash para prestar suas homenagens. 
Dawit foi esfaqueado até a morte em sua cama por um agressor desconhecido em Debre Damo  e seu filho e futuro imperador, o príncipe Menas, foi capturado pelas forças do Imam Ahmad; a imperatriz não conseguiu reagir, pois estava sitiada na capital. Durante sua derrota nas mãos dos otomanos na Batalha de Suez de 1541. As forças portuguesas também seriam emboscadas pelos adalitas na Batalha de Massawa, tornando-se o primeiro encontro entre os dois grupos.  Em 1543, um número menor de abissínios derrotou com folga o maior exército adal-otomano  com a ajuda da marinha portuguesa, que trouxe 400 mosqueteiros liderados por Cristóvão da Gama via Massawa, um porto na província de Medri Bahri, um porto importante hoje na atual Eritreia. Entretanto, Da Gama foi capturado na Batalha de Wofla e posteriormente executado.
Os 500 mosqueteiros eram liderados por Bahr Nagash Yeshaq, rei de Medri Bahri. Yeshaq forneceu aos portugueses não apenas provisões e locais para acampar em seu reino, mas também informações sobre a terra. O Bahr Nagash também se juntou ao Imperador Gelawdewos e aos portugueses na decisiva Batalha de Wayna Daga, onde a tradição afirma que o Imam Ahmad foi baleado no peito por um mosqueteiro português chamado João de Castilho, que atacou sozinho as linhas muçulmanas e morreu. O Imam ferido foi então decapitado por um comandante de cavalaria etíope, Azmach Calite.    Quando os soldados do Imam souberam da sua morte, fugiram do campo de batalha.  A morte do Imame Ahmad e a vitória em Wayna Daga causaram o colapso das forças de Ahmad e forçaram a retirada dos Adalitas da Etiópia.

## Consequências
Mohammed Hassen argumentou plausivelmente que, como este conflito enfraqueceu severamente ambos os participantes, proporcionou uma oportunidade para os Oromos conquistar e migrar para a terra historicamente Gafate de Welega, ao sul do Nilo Azul e para o leste até as muralhas de Harar, estabelecendo novos territórios. 

A guerra foi devastadora para o povo Harari, resultando em enormes baixas para eles e o conflito é considerado uma das razões para o rápido declínio populacional.  Segundo o historiador El Amin Abdel Karim Ahmed: 
"Os Hararis muçulmanos de língua semítica ocuparam territórios mais extensos como parte do estado muçulmano medieval de Adal, com a cidade de Harar como seu centro metropolitano. Politicamente enfraquecidos pelas disputas internas e militarmente exaustos pelas guerras da jihad do século XVI, os Hararis se tornaram uma presa fácil para os invasores Oromos, que os espancaram e os assediaram implacavelmente. Como resultado, eles foram constantemente empurrados para trás e conseguiram sobreviver apenas como um povo isolado confinado dentro da cidade murada de pedra de Harar e seus arredores imediatos, enquanto os Oromos ocupavam as regiões ao redor deles. No entanto, Harar sobreviveu e continuou sua existência precária como a capital de um emirado de mesmo nome." 